# Térmoli
Térmoli é uma comuna italiana da província de Campobasso, com cerca de 30.425 habitantes, a segunda maior da região do Molise. Localizada no Mar Adriático, é o único porto de sua região, que faz ligação o ano todo com as Ilhas Tremiti.

## Geografia
Estende-se por uma área de 55 km², tendo uma densidade populacional de 553 hab/km². Faz fronteira com Campomarino, Guglionesi, Petacciato, Portocannone, San Giacomo degli Schiavoni.
Pertence à rede das Cidades Cittaslow.

## Demografia
| Variação demográfica do município entre 1861 e 2011                               |
|                                                                                   |
| Fonte: Istituto Nazionale di Statistica (ISTAT) - Elaboração gráfica da Wikipedia |